# Tell Me (Diddy)
Tell Me is de tweede single van Diddy's album Press Play. Het nummer is een duet met Christina Aguilera. De single werd voor het eerst uitgebracht bij All Access op 7 november 2006.

## Informatie
Het nummer was eerst gemaakt als demotrack voor de groep Danity Kane, maar Diddy besloot om dit nummer te gebruiken voor zijn eigen album, en samen te werken met Christina Aguilera.
Het nummer is mede geschreven door r&b-zanger en -songwriter Yummy Bingham en Royce Da 5'9".

## Muziekclip
De muziekclip voor "Tell Me" werd opgenomen in de laatste week van september in Los Angeles en geregisseerd door Erik White. De videopremière was bij TRL op 30 oktober 2006, en twee dagen later kwam de clip bij TRL op nummer 10 binnen.
In het begin van de video is een installatie te zien met een Beocenter 2 dvd-speler, Beolab 8000 speakers, en de Beo 4 afstandsbediening van Bang & Olufsen. De tv die te zien is een Panasonic plasma-tv. De moderne stoel is een LC2 "Grand Confort Petite Model" leuningstoel, ontworpen door Le Corbusier in 1928.
In deze video presenteert Diddy zich een beetje als de Maxell "blown away guy", oftewel de weggeblazen man.
De video begint met Diddy, die zich in een virtuele, lege (behalve de bovengenoemde voorwerpen) en witte ruimte bevindt. Op de achtergrond speelt het nummer "Diddy Rock" van zijn album Press Play. Nadat een assistente vraagt of Diddy haar wil "press play"-en (een duidelijke referentie naar zijn album), start de muziek en gaan de speakers en de tv aan. Als Diddy rapt wordt hij weggeblazen door de kracht van de speakers, en verschijnt Christina op het beeldscherm. Terwijl Christina zingt, wordt de witte kamer weggeblazen en zijn Diddy en Christina te zien in een soort donkere windtunnel. Christina is te zien als een klassieke en sexy dame in de stijl van de jaren 20 en 30, wat ook weer een referentie is naar haar album Back to Basics.
Na een optreden van beiden met dansers in knipperend neonlicht, eindigt het nummer wanneer de camera uitzoomt en de lichten het "Press Play"-symbool van Diddy's album vertonen.
De videoclip was Superclip op TMF.

## Charts
| Tell Me in de Nederlandse Top 40 binnenkomst: 23 december 2006 | Tell Me in de Nederlandse Top 40 binnenkomst: 23 december 2006 | Tell Me in de Nederlandse Top 40 binnenkomst: 23 december 2006 | Tell Me in de Nederlandse Top 40 binnenkomst: 23 december 2006 | Tell Me in de Nederlandse Top 40 binnenkomst: 23 december 2006 | Tell Me in de Nederlandse Top 40 binnenkomst: 23 december 2006 | Tell Me in de Nederlandse Top 40 binnenkomst: 23 december 2006 | Tell Me in de Nederlandse Top 40 binnenkomst: 23 december 2006 | Tell Me in de Nederlandse Top 40 binnenkomst: 23 december 2006 | Tell Me in de Nederlandse Top 40 binnenkomst: 23 december 2006 | Tell Me in de Nederlandse Top 40 binnenkomst: 23 december 2006 |
| Week                                                           | 01                                                             | 02                                                             | 03                                                             | 04                                                             | 05                                                             | 06                                                             | 07                                                             | 08                                                             | 09                                                             | 10                                                             |
| -------------------------------------------------------------- | -------------------------------------------------------------- | -------------------------------------------------------------- | -------------------------------------------------------------- | -------------------------------------------------------------- | -------------------------------------------------------------- | -------------------------------------------------------------- | -------------------------------------------------------------- | -------------------------------------------------------------- | -------------------------------------------------------------- | -------------------------------------------------------------- |
| Nummer                                                         | 34                                                             | 35                                                             | 20                                                             | 15                                                             | 13                                                             | 15                                                             | 19                                                             | 21                                                             | 33                                                             | uit                                                            |

| Tell Me in de Ultratop 50 binnenkomst: 30 december 2006 | Tell Me in de Ultratop 50 binnenkomst: 30 december 2006 | Tell Me in de Ultratop 50 binnenkomst: 30 december 2006 | Tell Me in de Ultratop 50 binnenkomst: 30 december 2006 | Tell Me in de Ultratop 50 binnenkomst: 30 december 2006 | Tell Me in de Ultratop 50 binnenkomst: 30 december 2006 | Tell Me in de Ultratop 50 binnenkomst: 30 december 2006 | Tell Me in de Ultratop 50 binnenkomst: 30 december 2006 | Tell Me in de Ultratop 50 binnenkomst: 30 december 2006 | Tell Me in de Ultratop 50 binnenkomst: 30 december 2006 | Tell Me in de Ultratop 50 binnenkomst: 30 december 2006 | Tell Me in de Ultratop 50 binnenkomst: 30 december 2006 | Tell Me in de Ultratop 50 binnenkomst: 30 december 2006 | Tell Me in de Ultratop 50 binnenkomst: 30 december 2006 | Tell Me in de Ultratop 50 binnenkomst: 30 december 2006 | Tell Me in de Ultratop 50 binnenkomst: 30 december 2006 | Tell Me in de Ultratop 50 binnenkomst: 30 december 2006 | Tell Me in de Ultratop 50 binnenkomst: 30 december 2006 |
| Week                                                    | 01                                                      | 02                                                      | 03                                                      | 04                                                      | 05                                                      | 06                                                      | 07                                                      | 08                                                      | 09                                                      | 10                                                      | 11                                                      | 12                                                      | 13                                                      | 14                                                      | 15                                                      | 16                                                      | 17                                                      |
| ------------------------------------------------------- | ------------------------------------------------------- | ------------------------------------------------------- | ------------------------------------------------------- | ------------------------------------------------------- | ------------------------------------------------------- | ------------------------------------------------------- | ------------------------------------------------------- | ------------------------------------------------------- | ------------------------------------------------------- | ------------------------------------------------------- | ------------------------------------------------------- | ------------------------------------------------------- | ------------------------------------------------------- | ------------------------------------------------------- | ------------------------------------------------------- | ------------------------------------------------------- | ------------------------------------------------------- |
| Nummer                                                  | 47                                                      | 48                                                      | 44                                                      | 31                                                      | 22                                                      | 17                                                      | 17                                                      | 17                                                      | 25                                                      | 23                                                      | 24                                                      | 28                                                      | 31                                                      | 37                                                      | 45                                                      | 49                                                      | uit                                                     |

| Chart                                | Piekpositie |
| ------------------------------------ | ----------- |
| V.S. Billboard Hot 100               | 47          |
| V.S. Billboard Pop 100               | 41          |
| V.S. Billboard Hot R&B/Hip-Hop Songs | 38          |
| V.S. Billboard Hot Rap Tracks        | 14          |
| V.S. Billboard Hot Digital Songs     | 30          |
| Oostenrijkse Singlechart             | 21          |
| Belgische Top 50                     | 17          |
| Nederlandse Top 40                   | 13          |
| Europese Hot 100 Singles             | 13          |
| Finse Singlechart                    | 2           |
| Duitse Singlecharts                  | 5           |
| Ierse IRMA Singlechart               | 8           |
| Maltese Singlecharts                 | 3           |
| MYX Hit Chart Filipijnen             | 1           |
| Polen Singleschart                   | 44          |
| VK Singlechart                       | 8           |
| VK Officiële Download Chart          | 14          |
| United World Chart                   | 24          |